# Volvo V70
A Volvo V70-es modell a 850 után került a márka kínálatába, és kiemelkedő szerepet játszott a márkáról kialakult hagyományos „kocka”-arculat elfeledtetésében. A Volvo Carshárom generáción keresztül gyártotta és forgalmazta a típust 1996 és 2016 között. A V70 név ötvözi a sokoldalúságot jelző V betűt, és a 70-et, amely a platform relatív méretét jelöli (tehát egy V70 nagyobb, mint egy V40, de kisebb, mint egy V90).
Az első generáció (1996-2000) 1996 novemberében debütált, és a P80 platformon alapult. Elérhető volt elsőkerék- és összkerékhajtással (AWD), utóbbi V70 AWD néven került forgalomba. 1997 szeptemberében bemutatták a crossover verziót, amelyet V70 XC vagy V70 Cross Country néven forgalmaztak. A szedán változat a Volvo S70 nevet viselte.
A második generáció (2000-2007) 2000 tavaszán jelent meg, és a P2 platformon alapult. Szintén elérhető volt összkerékhajtással is, eleinte V70 XC néven, majd a 2003-as modellévben a crossovert XC70-re nevezték át. A szedán változat neve Volvo S60 volt.
A harmadik generációt (2007-2016) 2007 februárjában mutatták be, és a P3 platformra épült. Ez a generáció a V70 és XC70 nevek alatt érhető el. A V70 gyártása 2016. április 25-én ért véget, míg az XC70 gyártása 2016. május 13-ig folytatódott. A szedán változatot Volvo S80-nak hívták.

## Első generáció (1996-2000)
Az első generációs Volvo V70 az előző 850-es modell "továbbfejlesztett" változata volt. Az autó megjelenése egyre kerekdedebb lett, megszüntetve a 850-es négyzetes széleit. Az elülső rész teljesen át lett dolgozva, festett lökhárítókkal és oldalsó díszítőelemekkel. A belső tér nagy részét újratervezték, új ülésekkel, ajtópanellel és műszerfallal. A Volvo összesen mintegy 1800 változtatást hajtott végre az autón. Az alapfelszereltség szintjét jelentősen fejlesztették, és tartalmazta a távirányítós központi zárat, a fűthető és elektromosan állítható tükröket, a két első és oldalsó légzsákot, az ABS-el felszerelt fékeket és az elektromos ablakokat. A erősebb változatok általában jobb vagy továbbfejlesztett alapfelszereltséget kaptak. A T5 és R a sorozat nagy teljesítményű modelljei voltak.
Az 1999-es modellévben kissé változtattak a megjelenésén, és jelentős technikai változtatásokat vezettek be. A hűtőrácson lévő Volvo logót átalakították, a négyzetes XC stílusú tetősíneket kerekített verzió váltotta fel, és eltávolították a hátsó ajtókon található fekete matricákat. A Volvo továbbfejlesztette az SRS rendszerű légzsákokat, és bevezetett egy kétlépcsős aktiválási logikát az első légzsákokhoz, valamint az ajtókban található légzsákok (SIPS-BAG II) térfogatát a jobb védelem érdekében növelték. Az alapfelszereltség részévé vált a WHIPS (whiplash protection system) is. A blokkolásgátló fékrendszer (ABS) háromcsatornásról négycsatornássá fejlődött, és bevezettek egy fejlettebb kipörgésgátló rendszert, amelyet ma STC-nek (Stability Traction Control) neveznek. Az összkerékhajtású modellek vastagabb hátsó féktárcsákat és új tervezésű hátsó féknyergeket kaptak. A 4 sebességes automata sebességváltókat adaptív váltási logikára frissítették, felváltva a korábbi három üzemmódot.
A 2000-es modellévben pedig bevezették az új, 5 fokozatú automata sebességváltót adaptív váltási logikával. Ez csak a nem turbós, elsőkerék-meghajtású modelleken és a 2000-es V70 R AWD-n volt elérhető. A 10Vmotor helyett bevezették a hangolt 20V motorváltozatot. Az összes nem turbós benzinmotor esetében vezetékes vezérlőegységet használtak. A 2.0L-es V70 XC modell megszűnt.

### Első generációs modellek

#### V70
Az eredeti Volvo V70 különféle motorokkal, sebességváltókkal és felszereltségi szintekkel volt elérhető. Az alapkonfigurációban az autó elsőkerék-meghajtással rendelkezett. Volt azonban elérhető egy összkerék-meghajtású változat is, amelyet V70 AWD néven említettek. Bizonyos piacokon, mint például Olaszországban, a Volvo V70 TDI néven futó dízelmotor volt kínált opció. Az olyan országokban, ahol magas adókat vetettek ki a 2,0 liter feletti motorteljesítményű autókra, speciális benzinüzemű modelleket kínáltak 2000 néven. Ezek közé tartoztak a 2.0T és a 2.0L T5 változatok, w a T5 kicsit alacsonyabb teljesítménnyel rendelkezett, mint a 2.3L változat. Az opcionális harmadik sorban elhelyezett ülések lehetővé tették az utasok számának ötről hét főre növelését, ugyanakkor csökkentették a csomagtér padlója alatti tárolóhelyet. A V70 Bi-Fuel a Volvo gyárilag CNG-üzemanyaggal (sűrített földgáz) működő autók kínálatát jelentette. Az autóba beépített 95 literes CNG-tartály körülbelül 250 km-es hatótávolságot biztosított. A nagyméretű tartály miatt a hátsó raktér jelentősen csökkent. A sofőrök egy gombnyomással választhatták ki, hogy autójuk benzin vagy CNG-üzemanyaggal közlekedik. A Bi-Fuel modelleknél a műszercsoport hőmérsékletmérőjét a gáztartály szintjét jelző műszerre cserélték. A Bi-Fuel és a TDI változatok nem voltak elérhetők a Észak-Amerikai piacon. Speciális járművek, mint például taxik és rendőrautók, közvetlenül a gyártótól rendelhetők voltak. Az átalakítások magukban foglalták a további felszerelések előkészítését, a hitelesített kalibrált sebességmérőt, a megerősített fékeket kopásjelzőkkel és a standard felszereltség eltérő szintjét.

#### V70 XC
1997 szeptemberében mutatták be a V70 XC-t, amit más néven V70 Cross Country-ként is ismerhetünk. Ez a modell egy különleges változata volt a V70-nek, amely normál összkerékhajtással rendelkezett. A vásárlók két különböző motor- és sebességváltó-variáció közül választhattak. Az Egyesült Államokban csak a 2,4 literes turbómotorral és automata sebességváltóval volt elérhető.
A V70 XC 2.0L-s változata csak azokon a piacokon volt elérhető, ahol a magas adók miatt korlátozták a 2000 cc-esnél erősebb motorokat. Ebben a változatban a menetmagasságot 35 mm-rel emelték a hagyományos modellhez képest, és a hasmagasság is 26 mm-rel magasabb volt. Összességében a teljes hasmagasság 166 mm volt.
A V70 Cross Country megjelenésében különbözött a hagyományos V70 AWD-től néhány vizuális jegy alapján. Ezek közé tartozott egyedi első és hátsó lökhárító, festetlen oldalsó küszöbök és karosszériaelemek, négyzetesebb tetősínek, valamint egyedi első rács. A hátsó ajtón egy fekete matrica található, amelyen a "Cross Country" felirat olvasható.
A vásárlók választhattak egy kétszínű külső festési lehetőséget is, amit Duo Tone néven emlegettek. A belső térben vastagabb padlószőnyeg és speciális vászon vagy bőrkárpit található.

#### V70 R
A népszerű 850 T-5R és 850 R helyettesítőként a V70 R 1997 májusában mutatkozott be. Az előző generációs R modellekhez hasonlóan egyedi bőr belső tér volt gyémánt varrással az üléseken. További stílusjegyek voltak egy speciális első lökhárító, a műszerfalon kék nyomtávú lapok, két különleges szín és speciális könnyűfém keréktárcsák. Minden amerikai autó 16 hüvelykes alufelnivel volt felszerelve, más piacokon 17 hüvelykes felnik voltak elérhetők felár ellenében vagy alapfelszereltségként. Az alapfelszerelést lényegesen továbbfejlesztették a normál modellekhez képest, néhány opcióval, például csomagtartóra szerelt CD-váltóval, a Volvo saját fejlesztésű út- és közlekedési információs (RTI) navigációs rendszerével vagy egy továbbfejlesztett sztereó rendszer. A modellválaszték nagy teljesítményű változatának szánták, az összes R modellt a sorozat legnagyobb teljesítményű motorjaival szerelték fel, és mind első, mind összkerék-meghajtású változatban automata vagy kézi sebességváltóval voltak elérhetők. Alacsonyabb menetmagasságú és erősebb ütésekkel ellátott újratervezett felfüggesztés volt a szabvány. Három különböző verzió készült, a modellévtől függően. 1998-ra az R hat ezekben a színekben volt kapható: fekete kő, nautic kék, ezüst metál, korall vörös, regency red, sáfrány. Az első kivételével mindegyik fém vagy gyöngyfesték volt, a Sáfrán csak a V70 R-hez érhető el. A kínált verziók között volt az FWD és az AWD, mindkettő 4-fokozatú automata vagy 5-fokozatú kézi sebességváltóval. Az automata sebességváltóval rendelkező autók teljesítménye 177 kW volt, míg a kézi sebességváltóval felszerelt autók nagyobb turbóval voltak felszerelve, amely 184 kW teljesítményt és nyomatékot 350 N⋅-ra növel. Az R FWD kézi sebességváltóval felszerelt viszkózus alapú korlátozott csúszású differenciálmű. Az Egyesült Államokban sem FWD-t, sem kézi sebességváltót nem kínáltak. 1999-re az R 8 ilyen színekben volt kapható: fekete kő, klasszikus vörös, tengeri kék gyöngy, ezüst metál, ház, velencei vörös gyöngy, sötét olajbogyó zöld, lézerkék. Az első kettő kivételével mindegyik fém- vagy gyöngyfesték volt, a lézer kék csak az R-en érhető el. Az FWD és a kézi sebességváltó változatai megszűntek, csak az AWD és egy 4 fokozatú automata volt elérhető. Az autók V70 R AWD jelvényt kaptak. A teljesítmény 250 PS-ra nőtt. Az R modellekhez kék motorburkolatokat vezettek be. 2000-re az R 6 a következőképpen volt kapható: fekete kő, nautic kék gyöngy, ezüst metál, velencei vörös gyöngy, sötét olajbogyó zöld, lézerkék. Az első kivételével mindegyik fém- vagy gyöngyfesték volt, és csak az R-n kapható a lézerkék. Új 2.4L motort vezettek be és a teljesítmény 195 kW nőtt. nagyobb turbó és változó szelepvezérlés (VVT) használata. Az egyetlen sebességváltó egy újonnan bevezetett, 5 fokozatú adaptív automata volt, a hátsó fékeket az R-hez egyedülálló szellőzőlemezekre fejlesztették. Alapkivitelben egy kettős kimenetű kipufogót [100] szereltek fel, a hátsó lökhárítót úgy alakították át, hogy annak megfeleljen. A belső tér kétszínű kivitelben rendelhető, amely fehér alcantarát és fekete bőrt párosított az üléshuzatokhoz.

### Motorok
Az első generációs Volvo modellekbe öthengeres motorok kerültek beépítésre. A benzinüzemű változatok a Volvo moduláris motorcsaládjába tartoztak, míg a dízelmotorok beszerzéséért a Volvo együttműködött a Volkswagen Audi Group (VAG) céggel.
| MODELL                        | MOTOR KÓD | GYÁRTÁS   | TELJESÍTMÉNY | GYORSULÁS (0-100)                                             |
| ----------------------------- | --------- | --------- | ------------ | ------------------------------------------------------------- |
| 2.0 10V                       | B5202FS   | 1997-1998 | 124 LE       | 11,9s manuális 12,5s automata                                 |
| 2.5 10V                       | B5252FS   | 1997-1999 | 142 LE       | 10,4s manuális 10,8s automata                                 |
| 2.5 20V                       | B5254FS   | 1997-1999 | 168 LE       | 9,2s manuális 10,2s automata                                  |
| 2.5 20V                       | B5254S    | 1999      | 168 LE       | 8,9s manuális 10s automata                                    |
| 2.4                           | B5244S2   | 2000      | 138 LE       | 10,1s manuális 11,1s automata                                 |
| 2.4                           | B5244S    | 2000      | 168 LE       | 9s manuális 10s automata                                      |
| 2.0T                          | B5204T2   | 1997-2000 | 178 LE       | 9,4s manuális 10,1s automata                                  |
| 2.5T 2.5T AWD                 | B5254T    | 1997-1999 | 190 LE       | 7,8s manuális 8,2s automata 8,7s manuális AWD 9,1s automata   |
| 2.4T 2.4T AWD                 | B5244T    | 2000      | 190 LE       | 8s manuális 8,4s automata 8,5s manuális AWD 8,9s automata AWD |
| T5 2.0                        | B5204T3   | 1997-2000 | 222 LE       | 7,8s manuális 7,9s automata                                   |
| T5 2.3                        | B5234T3   | 1997-2000 | 237 LE       | 7,1s manuális 7,4s automata                                   |
| R (automata) R AWD (manuális) | B5234T4   | 1998      | 247 LE       | 6,8s FWD 7,3s AWD                                             |
| R (automata)                  | B5234T3   | 1998      | 237 LE       | 7,4s automata FWD                                             |
| R AWD (automata)              | B5234T6   | 1998      | 237 LE       | 8,1s automata AWD                                             |
| R AWD (automata)              | B5234T8   | 1999      | 247 LE       | 7,9s automata AWD                                             |
| R AWD (automata)              | B5244T2   | 2000      | 261 LE       | 7,4s automata AWD                                             |

| MODELL      | MOTOR KÓD       | GYÁRTÁS   | TELJESÍTMÉNY | GYORSULÁS (0-100) |
| ----------- | --------------- | --------- | ------------ | ----------------- |
| 2.5 D (TDI) | D5252T MSA 15.7 | 1997-1999 | 138 LE       | 10,2s manuális    |
| 2.5 D (TDI) | D5252T MSA 15.8 | 1999-2000 | 138 LE       | 11s automata      |

| MODELL      | MOTORKÓD | GYÁRTÁS   | TELJESÍTMÉNY               | GYORSULÁS (0-100)            |
| ----------- | -------- | --------- | -------------------------- | ---------------------------- |
| Bi-Fuel     | GB5252S  | 1997-1998 | benzin: 142 LE gáz: 120 LE | 10,8s benzin 14,1s gáz       |
| Bi-Fuel     | GB5252S2 | 1999      | benzin: 142 LE gáz: 120 LE | 10,8s benzin 14,1s gáz       |
| Bi-Fuel CNG | B5244SG  | 2000      | 138 LE                     | 9,9s manuális 10,7s automata |
| Bi-Fuel LPG | B5244SG2 | 2000      | 138 LE                     | 9,9s manuális 10,7s automata |

## Biztonság
A vezető légzsákja minden V70 modellben alapfelszereltség volt. A vásárlók dönthetnek úgy, hogy nem rendelkeznek utasoldali légzsákkal, hogy előrefelé néző gyermekülést telepíthessenek. Az oldalsó ütközésgátló rendszer (SIPS) minden V70 modellben alapfelszereltség volt. Az első ülésekbe beépített alap oldallégzsákok kiegészítették a rendszert. Az Euro NCAP 1998-ban értékelte az S70-et (a V70 szalon változata), és négy csillagból négyet kapott a felnőtt utasok védelméért. Az S70 az elülső teszten 16 pontból hetet, az oldalsó tesztben 16-ból 16-ot kapott. Az S70 összesen 25 pontot kapott 37 pontból, ezért négy csillagot (25–32) kapott az Euro NCAP értékelésében. Az S70 az öt csillagból ötöt kapott a vezető és az első utas első ütésvédelméért az Egyesült Államok Országos Közúti Közlekedésbiztonsági Igazgatóságának (NHTSA) biztonsági tesztjeiben, ötből négyet kapott. Az Autópálya-biztonsági Biztosító Intézet (IIHS) a 850 / S70-es osztályzatnak a legmagasabb "jó" minősítést adta az első ütközésvédelem érdekében. A hátsó ütközésvédelmet szintén „jónak” minősítették. Az 1999-es modell és az azt követő járművek minimálisra csökkentették vagy megakadályozták az ostorcsapódást az energiaelnyelő ülés háttámla csuklós mechanizmusával, amely alapfelszerelés.

## Második generáció (2000-2007)
A Volvo P2 platformon alapulva a második generáció jelentős mechanikai és stílusbeli közös vonásokat mutatott be a Volvo S60 szalonban, amelynek elülső területe 2,23 m2 (2,67 négyzetméter) volt. Az új generáció ragasztószerkezettel rendelkezik, szemben a foltok hegesztésével a kulcsfontosságú területeken, a Volvo azt állította, hogy az új karosszéria 70 százalékkal merevebb, mint elődje. A második generáció tervezésének kritikus szempontjai befejeződtek, mielőtt a Ford 1999-ben megvásárolta a Volvót. 4 cm-es szélesség- és magasságnövekedéssel, 5 cm-rel hosszabb tengelytávval, valamivel rövidebb teljes hosszúsággal, mint elődje. Az alapfelszereltség része volt az utasoldali fejtámla oldalába integrált kabáthorog, tolltartóval és díjkártyával ellátott kesztyűtartó, konfigurálható középkonzol és hátsó ülés kétállású háttámlával. Az összes P2 platformos Volvo 2005-ben az összes piacon kisebb arculatot kapott. Az első burkolatot átalakították, a hátsó és a fejlámpákat átlátszó burkolatokra cserélték, a középkonzolt és a műszerfalat részletesen megváltoztatták. Néhány kisebb változtatás történt az elektromos rendszerben és néhány motorban. Új 6 fokozatú automata sebességváltót vezettek be, amely AWD és FWD konfigurációkban egyaránt elérhető. A második generációs V70 és XC70 gyártása a 2007-es modellévvel zárult.

### Stílus
A második generációs V70-et Peter Horbury brit tervező tervezte, aki szerint "a tervezés egy kihívás volt, hogy a sportautó stílussal házasságot kötöttek a fronton, a kocsi hátuljának szükséges korlátaival." Pontosabban a koncepciót úgy írta le, a "Ford Transit kisteherautó hátuljához kötött Jaguar E-Type" elülső része.
"A 2000-es V70 volt a funkcionalitás legjobb kombinációja az autó hátulján, ahol szükség van rá, és egy nagyon szép, elegáns, sportos puha, érzéki elülső rész, amely beleolvadt ebbe a funkcióba - megmutatva, hogy mindkettő megvan." - Peter Horbury

### Második generációs modellek

#### V70
A második generációs V70 Bi-Fuel elérhetővé vált. A cseppfolyósított gáz (LPG) tárolókapacitását összesen 100 literre növelték, egy 75 literes (20 US gal) tartályra és két 12,5 literes tartályra osztva. A korábbi modellektől eltérően a tartályokat az autó aljára szerelték, így a csomagtér teljes területe rendelkezésre állt. A Bi-Fuel modelleket csak a 2,4 literes nem turbó motorral adták el, és 5-fokozatú kézi vagy 5-fokozatú automata sebességváltóval választhattak.

#### V70 XC / XC70
Bevezetésekor a második generációs V70 XC jelentős frissítést kapott. Jobb talajtávolsága (210 mm) volt a megemelt felfüggesztésnek. Az első utas belső fogantyúját csak erre a modellre szerelték fel. A korai V70 XC speciális visszapillantó tükröket tartalmazott, ez a funkció 2003 után megszűnt. A motor és a sebességváltó választása korlátozott volt. Csak a benzines 2,4 literes alacsony nyomású turbó, vagy a D5-ös dízelmotor volt 5-fokozatú kézi vagy 5-fokozatú automata váltóval. Az észak-amerikai piacra nem kínáltak dízel változatot. 2003-ban a modell neve XC70 lett, a Volvo újonnan bemutatott XC90-jével összhangban. Benzin 2,5 literes alacsony nyomású turbómotor váltotta fel a 2,4 literes alacsony nyomású motort.

#### V70 /XC70 Ocean Race
2001-ben, az imént átnevezett Volvo Ocean Race szponzorálásuk jegyében bejelentették a V70 és V70 XC speciális Ocean Race kiadásait. A 2002-es modellévre kiadott autók csak a kék egyedi árnyalatában voltak festve. Ezüst, külső burkolatok és tetősínek, speciális Ocean Race padlószőnyegek, valamint válogatott jelvények különböztetik meg a modelleket a nem OR típusú modellektől. 2005-re a Volvo újjáélesztette a V70 és XC70 Ocean Race kiadásokat. Ezeket 2005 elején mutatták be, és ismét csak a kék egyedi árnyalatában festették őket. Korszerűsítették a szokásos felszerelést és különleges stílusú elemeket, például speciális könnyűfém keréktárcsákat, kék belső burkolatot, kontrasztvarrással ellátott bőrüléseket [146] és kívül az Ocean Race jelvényeket.

#### V70 R
Az előző generációhoz hasonlóan a Volvo is nagy teljesítményű V70 R AWD nevű változatot kínált. A 2001-es PCC2 koncepcióautó alapján a modellt a 2002. szeptember 26-i Párizsi Autószalonon mutatták be. A 2003-ban megjelent modell a Volvo első számú úttörője volt. Csak Haldex alapú összkerék-meghajtású rendszerrel és 2,5 literes turbós, öthengeres motorral volt elérhető, 300 lóerős és 400 N⋅m (295 lbf⋅ft) nyomatékkal. Ez 0–97 km / h (5–9 km / h) 5,9 másodperces időt engedett meg. Elektronikusan korlátozott végsebessége 250 km/h volt. Az R M66-os hatfokozatú kézi vagy Aisin AW55 ötsebességes automata váltóval volt kapható. A 2005-ös facelift során az ötfokozatú automata helyett egy korszerűbb hatfokozatú egységet cseréltek ki. A Brembo által gyártott nagy fékek nagy teljesítményű fékezési képességeket nyújtottak, összhangban az autó nagy teljesítményű jellemzőivel. A V70 R alapfelszereltségként a Volvo 4C multifunkciós felfüggesztésével. A sofőr három különböző beállítás közül választhatott, hogy a vezetési stílustól és a körülményektől függően változtassa az autó kezelhetőségét. A The Manwagon című 2006-os cikkében a The Wall Street Journal összekapcsolta a V70R-t azzal a tendenciával, hogy "sebességgel őrült fiúkat csábítson gyerekekkel", mondván, hogy "az autógyártók megpróbálják valami újdonsággá alakítani az ördögös öreg családi fuvart" és hogy "a fogyasztói kutatások meglepően sok olyan családos férfit tártak fel, akik úgy gondolták, hogy a kocsik klasszak lehetnek, ha csak több bátorságuk lenne". Összesen 3407 V70R-t szállítottak Észak-Amerikába: 2004–1655; 2005–823; 2006–674; 2007–345.

### Motorok
A második generáció motorjai mind öt hengerrel rendelkeztek. A benzines változatok a Volvo moduláris motorcsalád részét képezték. A korai modellévekben még mindig a VAG-től vásárolt öthengeres dízelt használták, amelyet fokozatosan megszüntettek a Volvo D5-ös motorcsalád saját öthengeres dízelje javára.
| MODELL                        | MOTORKÓD | GYÁRTÁS   | TELJESÍTMÉNY |
| ----------------------------- | -------- | --------- | ------------ |
| 2.0T                          | B5204T   | 2000-2004 | 161 LE       |
| 2.0T                          | B5204T5  | 2000-2007 | 178 LE       |
| 2.4                           | B5244S2  | 2001-2008 | 138 LE       |
| 2.4                           | B5244S   | 2001-2003 | 168 LE       |
| 2.4                           | B5244S   | 2003-2008 | 168 LE       |
| 2.4T 2.4T AWD                 | B5244T3  | 2000-2003 | 197 LE       |
| 2.5T 2.5T AWD                 | B5254T2  | 2003-2008 | 207 LE       |
| T5                            | B5234T3  | 2000-2004 | 247 LE       |
| T5                            | B5244T5  | 2005-2007 | 257 LE       |
| R AWD (5 sebességes automata) | B5254T4  | 2004-2006 | 296 LE       |
| R AWD (6 sebességes automata) | B5254T4  | 2006-2007 | 296 LE       |
| R AWD (manuális)              | B5254T4  | 2004-2007 | 296 LE       |

| MODELL     | MOTOR KÓD | GYÁRTÁS   | TELJESÍTMÉNY (4000-es fordulatszámon) |
| ---------- | --------- | --------- | ------------------------------------- |
| 2.5D (TDI) | D5252T    | 2000-2001 | 138 LE                                |
| 2.4D       | D5244T2   | 2002-2006 | 128 LE                                |
| D5 D5 AWD  | D5244T    | 2002-2006 | 161 LE                                |
| 2.4D       | D5244T7   | 2005-2008 | 124 LE                                |
| 2.4D       | D5244T5   | 2005-2008 | 161 LE                                |
| D5 D5 AWD  | D5244T4   | 2005-2007 | 182 LE                                |

| MODELL      | MOTORKÓD | GYÁRTÁS   | TELJESÍTMÉNY |
| ----------- | -------- | --------- | ------------ |
| Bi-Fuel CNG | B5244SG  | 2001-2008 | 138 LE       |
| Bi-Fuel LPG | B5244SG2 | 2002-2005 | 138 LE       |

### Biztonság
Az Euro NCAP 2001-ben értékelte az S60-at (V70 szalonváltozata), és 5 csillagból 4-et kapott a felnőtt utasok védelme érdekében. Az S60 az elülső teszt 16 pontjából 10, az oldalsó teszt 16 pontot szerzett. Az S60 összesen 28 pontot kapott 37 pontból, ezért négy csillagot (25–32) kapott az Euro NCAP értékelésében. Az Autópálya-biztonsági Biztosító Intézet (IIHS) értékelte a Volvo S60-at (szalon változat). Az S60 az IIHS legmagasabb minősítést kapta az első és hátsó teszteken. Az S60 az Intézet második legmagasabb "elfogadható" minősítést kapott az oldalsó teszten.

## Harmadik generáció (2008-2016)
2007. február 2-án a Volvo bemutatta a V70 harmadik generációját. A Volvo P3 platform alapján számos elemet és általános stílust osztott meg a második generációs Volvo S80-val. A V70-et először négy- és hathengeres motorokkal kínálták. A nagy teljesítményű V70R AWD modellek ezzel a harmadik generációval szűntek meg, csak egy többnyire kozmetikai R-Design csomagot tettek elérhetővé. A 2011-es modellév után a Volvo beszüntette a V70 forgalmazását Észak-Amerikában, ahelyett, hogy az XC70 FWD változatát forgalmazta volna. A Volvo XC60 Sensus Infotainment rendszerét 2011-ben tették elérhetővé a V70 és XC70 modellekhez. 2012-re a V70 és az XC70 kisebb javítást kapott. Az elülső része átalakított, krómozott lökhárítót kapott, a hűtőrácson a Volvo logót megnövelték. Új választható könnyűfém felnik és külső festési lehetőségek kerültek beépítésre.

### Harmadik generációs modellek

#### V70 Plug-in Hybrid
A V70 PHEV tesztautó 11,3 kW-os lítium-ion akkumulátort használ. Amint arról a tesztpilóták beszámoltak, a V70 Plug-in Hybrid demonstrátorok teljes elektromos hatótávolsága 20 és 30 kilométer (12 és 19 mérföld) között van. A demonstrálókat egy gomb segítségével építették fel, hogy a tesztvezetők bármikor manuálisan választhassanak az áram vagy a dízelmotor között. A terepi próba első szakasza 2010 júniusában ért véget, és 16 családot, a Volvo vagy a Vattenfall összes alkalmazottját foglalta magában, akik 1,5 hét és egy hónap között birtokolták az autót. A teszt második szakaszát 2010 júliusától decemberig kellett lefuttatni a Vattenfall munkatársaival Göteborgban és Stockholmban. Az első szakasz legfontosabb megállapításai a következők: A legtöbb sofőr úgy döntött, hogy a városi forgalomban alacsonyabb sebességgel használja az áramot, de autópálya-vezetésre dízelre váltott. A tesztpilóták megállapították, hogy a 20-30 km-es távolság nem elegendő az összes elektromos hatótávolsághoz, és legalább 50 kilométert (31 mérföld) szorgalmaztak, egyesek 80 kilométert (50 mérföld), mások 150-200 kilométert (93 és 124 mérföld) akartak. Az összes tesztvezető naponta tölt, de még soha egyik sem használta a próbához telepített nyilvános töltőállomást. A tesztpróba előtt a járművezetők aggódtak amiatt, hogy az elektromos meghajtású jármű csendje miatt veszélyt jelentenek a gyalogosokra és a kerékpárosokra. A teszt után többen megváltoztatták véleményüket, és azt mondták, hogy ez a kérdés a vártnál kisebb problémát jelent. A Volvo 2009-ben jelentette be, és 2010-ben megerősítette, hogy már 2012-ben bevezetik a sorozatgyártású dízel-elektromos dugaszolható hibrideket. A Volvo azt állította, hogy plug-in hibridje az európai tesztciklus alapján 125 mérföldet tudna elérni amerikai gallononként (1,88 L / 100 km; 150 mpg-imp). Végül a V70 Plug-in Hybrid gyártása nem kezdődött el, és a modell soha nem volt kereskedelmi forgalomban. Ehelyett a Volvo a V60 PIH bevezetését választotta 2012-ben.

#### XC70
Az előző generációs modellekhez hasonlóan az XC70 megnövelt hasmagassággal, opcionális összkerékhajtással és néhány kozmetikai különbséggel rendelkezik a normál V70-től. Külső oldalán csak az XC-hez tartozó első és hátsó lökhárítók, oldalsó szoknyák, kerékív-meghosszabbítások és további külső ajtókárpitok vannak, festetlen fekete műanyagból. Az opcionális tetősínek dombornyomott "XC" jellel rendelkeznek, és csak fekete színben kaphatók. Különféle egyedi könnyűfém keréktárcsákat kínálnak csak az XC-hez. Az XC harmadik generációjához egy új, domb-ereszkedés-vezérlés funkciót vezettek be, amely korlátozza a jármű sebességét, amikor egy meredek töltésen halad lefelé.

#### V70 / XC70 Ocean Race
2011-ben bemutatták a V70 és XC70 Ocean Race Edition verzióit, amelyek egybeesnek a 2011–2012-es Volvo Ocean Race-vel. Minden autó különleges belső díszítéssel, dekorációval és részletekkel volt ellátva. A külső színeket az Ocean Race Blue Metallic vagy az Electric Silver Metallic korlátozta. A motorválasztás a D5-re vagy a T6-ra korlátozódott. A 2014-es Ocean Race modelleket részletgazdag változásokkal frissítették, például különböző küszöblemezekkel, fényes fekete tükörsapkákkal és elülső rácsokkal a 2014–2015-ös Volvo Ocean Race kíséretében.

### Motorok
A V70 és az XC70 négy, öt és hathengeres motorokkal volt kapható.
| MODELL          | MOTORKÓD | GYÁRTÁS   | TELJESÍTMÉNY |
| --------------- | -------- | --------- | ------------ |
| 2.0             | B4204S3  | 2008-2010 | 143 LE       |
| 2.0F            | B4204S4  | 2008-2010 | 143 LE       |
| 2.0T            | B4204T6  | 2010-2011 | 200 LE       |
| 2.5T 2.5T AWD   | B5254T6  | 2008-2009 | 197 LE       |
| 2.5FT 2.5FT AWD | B5254T8  | 2009      | 197 LE       |
| 2.5T 2.5T AWD   | B5254T10 | 2010-2011 | 228 LE       |
| 2.5FT 2.5FT AWD | B5254T11 | 2010-2011 | 228 LE       |
| 3.2 3.2 AWD     | B6324S   | 2008-2010 | 235 LE       |
| 3.2 3.2 AWD     | B6324S5  | 2011-2016 | 235 LE       |
| T4              | B4164T   | 2011-2016 | 178 LE       |
| T4F             | B4164T2  | 2011-2016 | 178 LE       |
| T4              | B4204T19 | 2015-2016 | 187 LE       |
| T5              | B4204T7  | 2011-201X | 237 LE       |
| T5 BiFuel       | B4204T11 | 2014-2016 | 242 LE       |
| T5              | B5254T12 | 2014-2016 | 251 LE       |
| T6 AWD          | B6304T2  | 2008-2010 | 281 LE       |
| T6 AWD          | B6304T4  | 2011-2016 | 300 LE       |

| MODELL                 | MOTORKÓD | GYÁRTÁS   | TELJESÍTMÉNY |
| ---------------------- | -------- | --------- | ------------ |
| 2.0D                   | D4204T   | 2008-2010 | 134 LE       |
| 2.4D                   | D5244T5  | 2008-2009 | 161 LE       |
| 2.4D                   | D5244T14 | 2010-2011 | 173 LE       |
| D2 (hivatalosan DRIVe) | D4162T   | 2007-2013 | 113 LE       |
| D2                     | D4204T20 | 2015-2016 | 118 LE       |
| D3                     | D5204T2  | 2011-2012 | 161 LE       |
| D3                     | D5204T7  | 2013-2016 | 134 LE       |
| D3                     | D4204T9  | 2015-2016 | 148 LE       |
| D4                     | D5244T17 | 2013-2016 | 161 LE       |
| D4                     | D4204T5  | 2014-2016 | 181 LE       |
| D5 D5 AWD              | D5244T4  | 2008-2009 | 182 LE       |
| D5 D5 AWD              | D5244T10 | 2010-2011 | 202 LE       |
| D5 D5 AWD              | D5244T11 | 2012-2016 | 212 LE       |
| D5 D5 AWD              | D5244T15 | 2012-2016 | 212 LE       |

### Kényelem
A harmadik generációs V70 és XC70 modellek kezdetben a Volvo RTI navigációs rendszerével rendelkeztek, és a 2012-es modellévtől a Volvo Sensus Infotainment System konzolját is tartalmazták. A Volvónál megszokott módon az első ülések és a hátsó üléspad ortopéd kialakítású. A Dolby Pro-Logic rendszerek alapfelszereltségnek számítanak, és hangszóróbővítések és mélysugárzók is rendelkezésre állnak. A standard audiorendszer tartalmaz egy CD-lejátszót, USB-csatlakozóval rendelkezik MP3-lejátszókhoz, valamint elérhető Bluetooth streameléshez és zenei fájlok importálására az autó merevlemezére. 2013-ban a 46. gyártási héttől a térképfrissítéseket a tulajdonos USB-n keresztül végezheti el a korábbi DVD-alapú rendszer helyett. A térképadatokkal és távirányítóval ellátott DVD-navigáció alapfelszereltség a magasabb specifikációkhoz. Az opciók közé tartozik a hátsó DVD szórakoztató rendszer két fejtámla-monitorral, Xenon fényszórók fényszórómosóval, integrált gyermekülések, integrált home link távirányítós garázsajtónyitó, hátsó ajtó gyerekbiztonsági zárak, első és hátsó parkolássegítő, elektromos állítható első ülések 3 pozícióban memóriával és deréktámasszal, fűthető első és hátsó ülések, beépített táskatartó, beépített napszemüvegtartó, automatikusan elsötétülő visszapillantó tükör visszapillantó tükör iránytűvel, elektromos üvegtető, 12 voltos konnektor a csomagtartóban, bőrülések, sötétített hátsó ablakok, esőérzékelő és motorblokk fűtés. A fej fölé szerelt biztonsági öv-emlékeztető lámpák alapfelszereltség része. A 2014-es modellévtől TFT műszerfal váltotta fel az analóg műszereket. 2007-től alapfelszereltségként szerepelt a Volvo készenléti közúti segélyszolgálatának beépítése négy évre.

### Biztonság
Alapfelszereltségként a jármű vezető-, utas-, oldal- és függönylégzsákokkal van felszerelve. A harmadik generációs V70-esek a BLIS holttér-érzékelő rendszerrel kaphatók, amely képes észlelni a jármű egyik oldalán elhelyezkedő járművet, amely egyébként el van rejtve a vezető szeme elől. A Volvókra jellemző módon minden modell nappali menetlámpával rendelkezik, hogy javítsa a vezető láthatóságát. A biztonsági opciók közé tartozik az aktív hajlítású xenon fényszóró, az automatikus tompított távolsági fényszóró, a City Safety (amely magában foglalja a gyalogos- és kerékpáros felismerő szoftvert), az adaptív sebességtartó automatika és a forgalomkövetés, a vezető éberségének figyelése és a sávelhagyásra figyelmeztető rendszer, valamint közlekedési tábla felismerés is elérhető. Az XC70 legújabb verziója tartalmazza a DSTC-t (dinamikus stabilitás- és kipörgésgátló), amely minden modellen alapfelszereltség, és egyesíti az elektronikus menetstabilizáló programként ismert funkciókat és a kipörgésgátlót. Az Euro NCAP 2007-ben értékelte a V70-et, és 5 csillagból 5 csillagot kapott a felnőtt utasok védelméért. A V70 az első teszten 16-ból 15-öt, az oldalteszten 16-ból 16-ot ért el. Az autót a pólusteszten a rendelkezésre álló két pontból egy ponttal büntették a függönylégzsák nem megfelelő működése miatt az eredeti teszten és az ismételt teszten is. A V70 további két pontot kapott az ebben a kategóriában kapható három biztonsági öv-emlékeztetőért. A V70 összesen 34 pontot kapott a 37 pontból, így öt csillagot (33–37) kapott az EuroNCAP értékelésében.

## Fordítás
- Ez a szócikk részben vagy egészben  az  Volvo V70 című angol Wikipédia-szócikk ezen változatának fordításán alapul.  Az eredeti cikk szerkesztőit annak laptörténete sorolja fel. Ez a jelzés csupán a megfogalmazás eredetét jelzi, nem szolgál a cikkben szereplő információk forrásmegjelöléseként.